# Hogesnelheidslijn Rijn - Rhône
De LGV Rhin-Rhône is een Ligne à Grande Vitesse tussen Villers-les-Pots bij Dijon en Petit-Croix nabij Mulhouse in het oosten van Frankrijk. De aanleg van de lijn is verdeeld in 2 fases waarvan de eerste fase is gerealiseerd in 2011, de tweede fase is in ontwerp. De lijn is 137,5 km lang en heeft als lijnnummer 014 000.

## Beschrijving

### Fase 1
Fase 1 is een 137,5 km lang trace van Villers-les-Pots naar Petit-Croix, waar het aansluit op de conventionele spoorlijn Paris-Est - Mulhouse-Ville. De lijn werd op 11 december 2011 geopend.

### Fase 2
Fase 2 bestaat uit een westelijke verlenging richting Dijon en een oostelijke verlenging vanaf Petit-Croix richting Mulhouse. De westelijke verlenging is ongeveer 15 km lang en zal aansluiten op de spoorlijn Dijon-Ville - Vallorbe. De oostelijke verlenging van ongeveer 35 km zal aansluiten ten westen van Mulhouse bij Lutterbach op de lijn Strasbourg-Ville - Saint-Louis.

### Vertakkingen

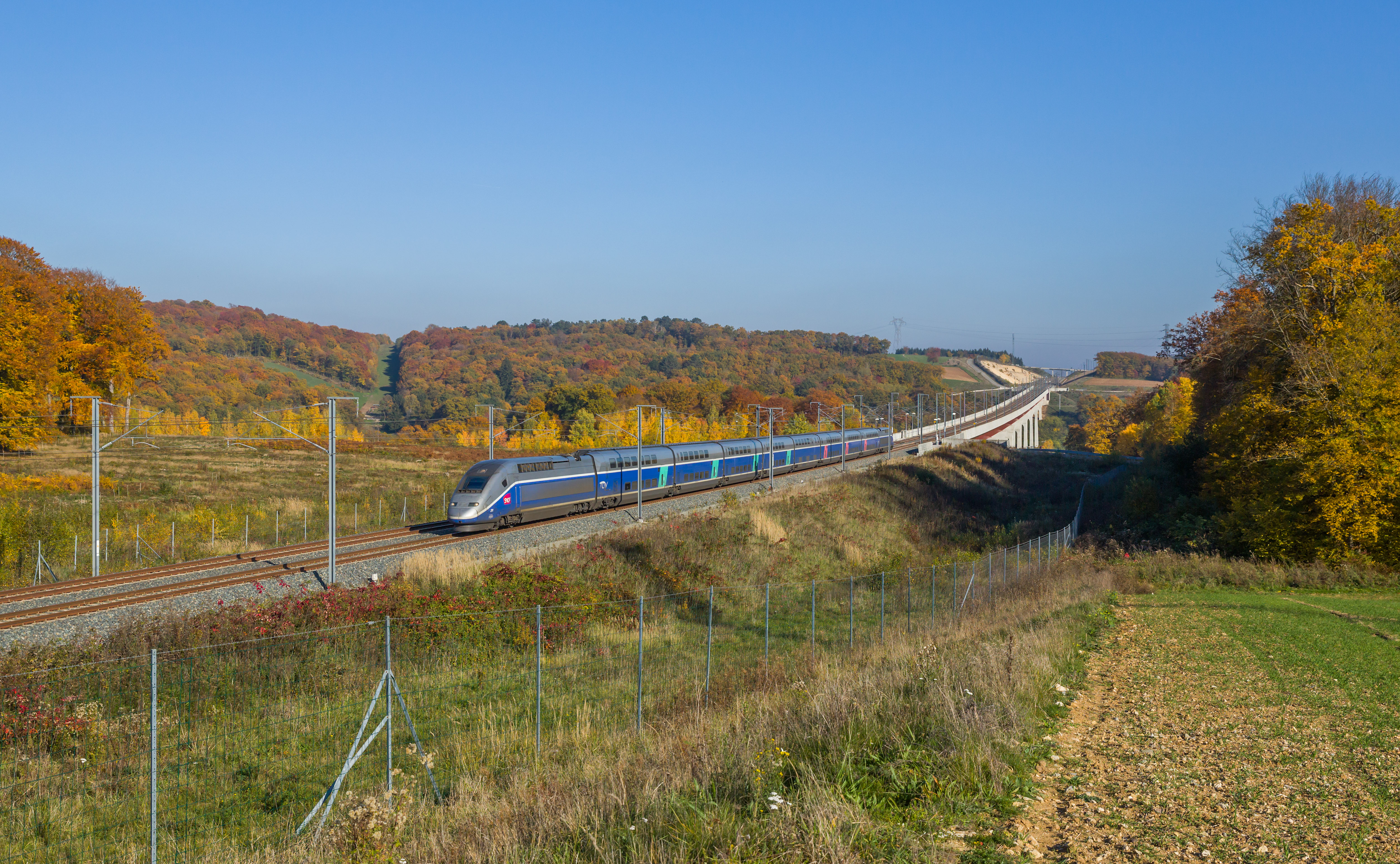
TGV Duplex bij Héricourt

- Bij het station Besançon Franche-Comté TGV takken de TGV's naar Besançon Centre af van de LGV Rhin-Rhône. Het TGV-station is via een aansluiting bereikbaar voor regionale treinen, die daar aparte kopsporen en eigen perrons hebben. Hierdoor zijn er goede aansluitingen tussen de TGV's en de regionale treinen.
- Bij de kruising van de spoorlijn Belfort - Delle ligt Belfort-Montbéliard TGV waardoor er een overstapmogelijkheid is op de regionale treinen tussen Belfort en Biel/Bienne.

In de volgende plaatsen is een aansluiting op de volgende spoorlijnen:
Villers-les-Pots
RFN 850 000, spoorlijn tussen Dijon-Ville en Vallorbe
Besançon Franche-Comté TGV
RFN 014 300, raccordement Ouest Besançon TGV
RFN 856 350, raccordement Est Besançon TGV
Petit-Croix
RFN 014 330, raccordement van Petit-Croix

## Stations
Langs de lijn zijn twee stations gebouwd:
- Station Besançon Franche-Comté TGV bedient Besançon. Het station wordt ook bediend door treinen van TER Bourgogne-Franche-Comté vanuit het noorden van de streek. Het station ligt niet in Besançon zelf, maar in het noordelijk daarvan gelegen Les Auxons.
- Station Belfort-Montbéliard TGV ligt in Meroux-Moval en bedient Belfort en Montbéliard. Tevens bestaat er een overstapmogelijkheid op regionale treinen naar Biel/Bienne.

## Treindiensten
De SNCF verzorgt het personenvervoer op dit traject met TGV treinen.
| Serie           | Treinsoort             | Route | Bijzonderheden                                                                             |
| --------------- | ---------------------- | --- | ------------------------------------------------------------------------------------------ |
| TGV 6700        | TGV (SNCF)             | Paris-Lyon – Montbard – Dijon-Ville – Besançon Franche-Comté TGV – Belfort-Montbéliard TGV – Mulhouse-Ville |                                                                                            |
| TGV 6750        | TGV (SNCF)             | Paris-Lyon – Montbard – Dijon-Ville – [ Besançon Franche-Comté TGV – ] / [ Dole-Ville – ] Besançon-Viotte | Drie treinen per dag, een via Dole.                                                        |
| Lyria 9200      | TGV Lyria (SNCF / SBB) | Paris-Lyon – [ Belfort-Montbéliard TGV – ] / [ Dijon-Ville – ] Mulhouse-Ville – Basel SBB – [ Zürich HB ] / [ Olten – Bern ] | Een trein naar Bern.                                                                       |
| TGV 9580 ICE 84 | TGV (SNCF)             | Marseille Saint-Charles – Aix-en-Provence TGV – Avignon TGV – Lyon-Part-Dieu – Chalon-sur-Saône – Besançon Franche-Comté TGV – Belfort-Montbéliard TGV – Mulhouse-Ville – Strasbourg-Ville – Baden-Baden – Karlsruhe Hbf – Mannheim Hbf – Frankfurt (Main) Hbf |                                                                                            |
| TGV 9800        | TGV (SNCF)             | [ Luxemburg – Thionville – Metz-Ville – Strasbourg-Ville – Mulhouse-Ville – Belfort-Montbéliard TGV – Besançon Franche-Comté TGV – Dijon-Ville – Mâcon-Ville – ] / [ Brussel-Zuid – Lille-Europe – Arras – TGV Haute-Picardie – Aéroport Charles-de-Gaulle 2 TGV – [ Champagne-Ardenne TGV – Meuse TGV – Lorraine TGV – Strasbourg-Ville ] / [ Marne-la-Vallée - Chessy – [ Massy TGV – Le Mans – [ Laval – Rennes ] / [ Angers-Saint-Laud – Nantes ] ] / [ Creusot TGV – ] Lyon-Part-Dieu – [ Avignon TGV – Marseille Saint-Charles ] / [ Montpellier-Saint-Roch – Perpignan ] ] | Dagelijkse verbinding met Montpellier en Marseille. Perpignan - Brussel tweemaal per week. |